# Echo Effect
Echo Effect (conocida en algunos países como Chain of Command) es una película de acción y thriller de 2015, dirigida por Kevin Carraway, que a su vez la escribió junto a Lawrence Sara y protagonizada por Michael Jai White, Max Ryan y Steve Austin, entre otros. El filme fue realizado por Lionsgate, Clear Lake Entertainment, Dog and Pony Media y Hollywood Media Bridge, se estrenó el 8 de septiembre de 2015.

## Sinopsis
Un hombre vuelve del ejército y halla a su hermano muerto, víctima de homicidio, ahora quiere localizar a los asesinos, pero encuentra un complot que se desarrolla internamente en el gobierno estadounidense.